# 阿里山
座標: 北緯23度31分 東経120度48分 / 北緯23.517度 東経120.800度
阿里山（ありさん、注音符号：ㄚ˙ㄌㄧˇㄕㄢ、拼音: Ālǐshān）は、台湾の嘉義県にある阿里山山脈を中心とする山岳地帯を指す地名で、この一帯が、国家風景区（日本における国立公園）になっている。

## 概要

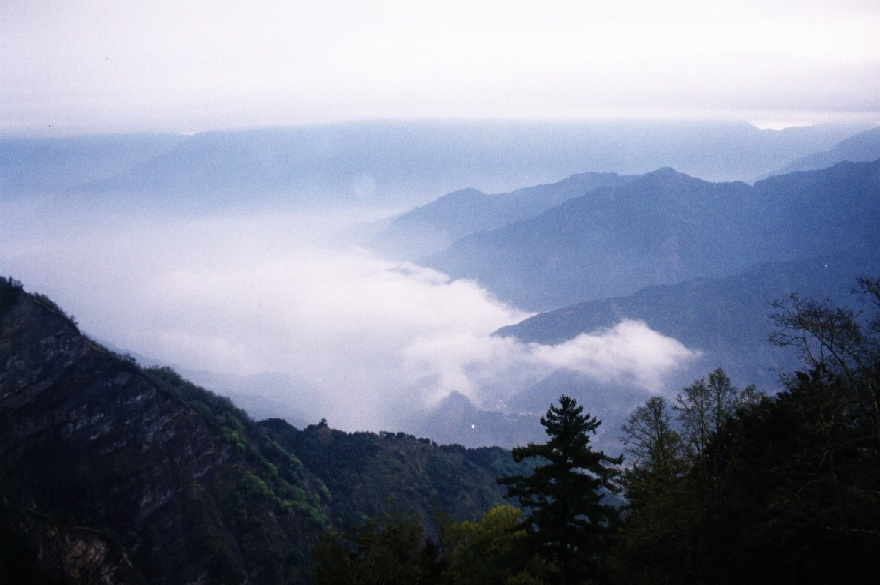
阿里山からの雲海

阿里山は、景勝地として有名な地名であるが、特定の一つの山を指す名称ではなく、阿里山山脈一帯を指す言葉として古くより使われてきた。
最高峰は大塔山の2,663メートル。面積は約32700ヘクタールで、その内1400ヘクタールが「阿里山国家森林遊楽区」に指定されており、日の出・夕霞・雲海・鉄道・神木の「五大奇観」が有名である。また、3・4月には桜が満開となり「桜の名所」としても名高い。
戦前の日本統治下、1937年に隣接する玉山（新高山）とともに、新高阿里山国立公園として日本の国立公園に指定されていた。
阿里山の森林が初めて日本人に発見されたのは1900年のことで、1904年から林学博士である琴山河合（河合鈰太郎）により調査が始められた。
植物は、熱帯・暖帯・温帯の植物が見られる。1800メートル以上になると樹齢1000年を超えるタイワンヒノキ（中国語: 紅檜）が多く自生しており、靖国神社の神門や橿原神宮の神門と外拝殿、東大寺大仏殿の垂木など、日本の多くの神社仏閣に阿里山のタイワンヒノキが使われている。さらに明治神宮の一代目大鳥居にも使われていたが、1966年7月22日の落雷で破損し、現在大宮氷川神社の二の鳥居として移築された。
2001年に中華民国の国家級風景特定区（＝国家風景区）に指定された。現在も有数の景勝地として多くの観光客が訪れる。
地域の歴史については、阿里山郷の項も参照すること。

## 原住民族との関わり
この一帯には、古くより原住民族の一つであるツォウ族が集落を形成し、暮らしてきた。
日本統治時代には、「阿里山の侠児」（日活、田坂具隆監督、1927年)、「義人呉鳳」（台湾プロダクション、千葉泰樹監督、1932年）など、原住民族をテーマにした映画の舞台にもなった。
また、戦後、テレサ・テンが歌って大ヒットした「阿里山的姑娘（阿里山の娘）」は、阿里山を舞台にしており、原住民族の歌曲を取り入れた歌謡曲として有名である。

## 主な名所

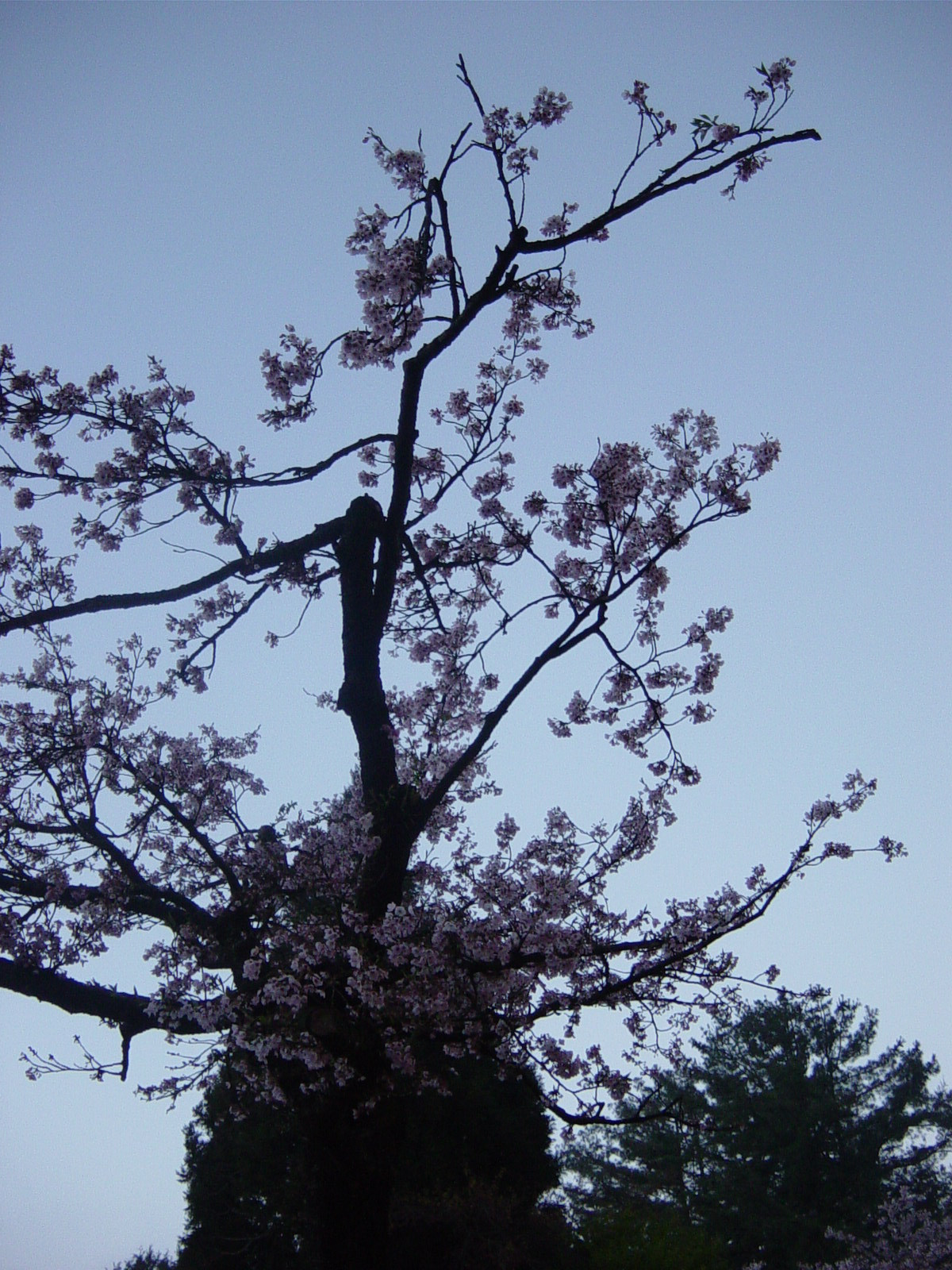
阿里山の桜

- 日の出

台湾最高峰の玉山山系から顔を出す日の出は息をのむ美しさと言われている。
祝山からの鑑賞が一般的だが、小笠原山にも展望台がある。
- 神木

1906年、日本の技師小笠原富次郎が3000年以上の巨大なタイワンヒノキを発見した。
樹齢3000年を誇る「阿里山神木」であったが腐敗が進んでおり、1998年6月29日に切り倒された。
2006年に「二代目神木」を選考していた。選考の結果二代目は「阿里山香林神木」となった。
- 森林鉄道

阿里山森林鉄路は、海抜2500メートルの登山鉄道として有名。
- 姐妹潭

大小ふたつの高山湖。姐（姉の意味）潭は面積160坪、妹潭が面積20坪。
- 慈雲寺

日本統治時代に曹洞宗阿里山寺として創建され、戦後慈雲寺と改名された。

## 阿里山を構成する山
阿里山山脈を構成する山々は、北から南の順番で以下の通り。
1. 嶺頭山（2,025 m）
2. 金甘樹山（2,091 m）
3. 五叉崙山（2,187 m）
4. 獅子頭山（2,104 m）
5. 鹿屈山（2,288 m）
6. 烏松坑山（2,268 m）
7. 松山（2,557 m）
8. 小塔山（2,136 m）
9. 大塔山（中国語版）（2,663 m・最高峰）
10. 前塔山（2,484 m）
11. 對高山（2,405 m）
12. 祝山（2,484 m）
13. 小笠原山（中国語版）（2,488 m）
14. 自忠山（2,606 m）
15. 東水山（2,611 m）
16. 北霞山（2,472 m）
17. 霞山（2,400 m）
18. 雞子山（2,398 m）
19. 脉脉山（2,322 m）
20. 塔乃庫山（2,033 m）
21. 棚育山（2,065 m）
22. 棚機山（2,264 m）

## 気候
- 気温は、

山麓：夏24度、冬16度
中腹：夏19度、冬12度
山頂付近：夏14度、冬5度

## 交通
- 台鉄台北駅から特急自強号で台鉄嘉義駅（3時間半）

台鉄嘉義駅からバス（嘉義県公車処台湾好行　阿里山ラインB）:片道230元（2時間半）
　　台鉄嘉義駅発　　　6:10/6:40/7:10/7:40/8:10/8:40/9:10/10:10/11:10/12:10/14:10(2016年5月現在)
　　阿里山発　　　9:10/11:40/12:40/13:40/14:10/14:40/15:10/15:40/16:10/16:40/17:10(2016年5月現在)
- （運休中）台鉄嘉義駅から阿里山森林鉄路阿里山線（3時間半）

- 高鉄台北駅から台湾高速鉄道で高鉄嘉義駅（1時間半）

高鉄嘉義駅（3番バス停）からバス（嘉義県公車処台湾好行　阿里山ラインA）:片道271元（2時間半）
　　高鉄嘉義駅発
　　　10:10/11:00/13:10(2016年5月現在)
　　阿里山発
　　　10:40/14:40/16:40(2016年5月現在)